# Doromu-koki
Le doromu-koki est une langue papoue parlée en Papouasie-Nouvelle-Guinée, dans la Province centrale.

## Classification
Le doromu-koki est un des membres de la famille des langues manubaranes, une des familles de langues papoues.

## Phonologie
Les  voyelles du doromu-koki sont :

### Voyelles
|         | Antérieure | Postérieure |
| ------- | ---------- | ----------- |
| Fermée  | i [i]      | u [u]       |
| Moyenne |            | o [o]       |
| Ouverte | ɛ [ɛ]      | ɑ [ɑ]       |

#### Nasalisation
Les voyelles du doromu-koki ne ont des allophones nasalisées  après les consonnes [m] et [n] : oma « ciel » est réalisé [ˈomɑ̃], gaibana « anguille » est [gɑiˈbɑnɑ̃], dubuini « frère » est réalisé [duˈbuinĩ].

### Consonnes
Les consonnes du doromu-koki sont :
|              |              | Bilabiales | Labio-dent. | Alvéolaires | Palatales | Vélaires |
| ------------ | ------------ | ---------- | ----------- | ----------- | --------- | -------- |
| Occlusives   | Sourde       |            |             | t [tʰ]      |           | k [kʰ]   |
| Occlusives   | Sonore       | b [b]      |             | d [d]       |           | g [g]    |
| Fricative    | Sourde       |            | f [f]       | s [s]       |           |          |
| Fricative    | Sonore       | β [β]      |             |             |           |          |
| Nasale       | Nasale       | m [m]      |             | n [n]       |           |          |
| Battue       | Battue       |            |             | ɾ [ɾ]       |           |          |
| Semi-voyelle | Semi-voyelle |            |             |             | y [ j]    |          |

## Écriture
Le doromu-koki s'écrit avec l'alphabet latin.
| Caractère     | Caractère | Caractère | Caractère | Caractère | Caractère | Caractère | Caractère | Caractère | Caractère | Caractère | Caractère | Caractère | Caractère | Caractère | Caractère | Caractère |
| ------------- | --------- | --------- | --------- | --------- | --------- | --------- | --------- | --------- | --------- | --------- | --------- | --------- | --------- | --------- | --------- | --------- |
| a             | b         | d         | e         | f         | g         | i         | k         | m         | n         | o         | r         | s         | t         | u         | v         | y         |
| Prononciation |           |           |           |           |           |           |           |           |           |           |           |           |           |           |           |           |
| ɑ             | b         | d         | e         | f         | g         | i         | kʰ        | m         | n         | o         | ɾ         | s         | tʰ        | u         | β         | j         |

## Sources
- (en) Robert L. Bradshaw, 2013, Doromu-Koki Organised Phonological Data, manuscrit, Ukarumpa, SIL International.